# Oliver Martin
Oliver Martin (15 giugno 2008) è uno snowboarder statunitense specializzato in slopestyle, big air e halfpipe.

## Biografia
Martin ha vinto la sua prima gara di Coppa del Mondo, nonché sua prima presenza sul podio, nello slopestyle di Calgary il 22 febbraio 2025. Nella sua prima presenza iridata a Engadina 2025 ha conquistato la medaglia di bronzo nello slopestyle e nel big air.

## Palmarès

### Mondiali
- 2 medaglie:
  - 2 bronzi (slopestyle, big air a Engadina 2025)

### Coppa del Mondo
- Miglior piazzamento nella Coppa del Mondo generale di freestyle: 18º nel 2025
- 1 podio:
  - 1 vittoria

#### Coppa del Mondo - vittorie
| Data             | Luogo   | Paese  | Disciplina |
| ---------------- | ------- | ------ | ---------- |
| 22 febbraio 2025 | Calgary | Canada | SS         |

Legenda:

SS = Slopestyle